# Materiał zmiennofazowy
Materiał zmiennofazowy, materiał PCM (ang.PCM – phase-change material) – inaczej związek zmiennofazowy lub materiał przemiany fazowej. Jest substancją, która jest w stanie absorbować, akumulować i uwalniać dużą ilość energii na jednostkę masy w zakresie temperatury przemiany fazowej (np. ciało stałe – ciecz). W trakcie pochłaniania energii temperatura PCM nie ulega zmianie.

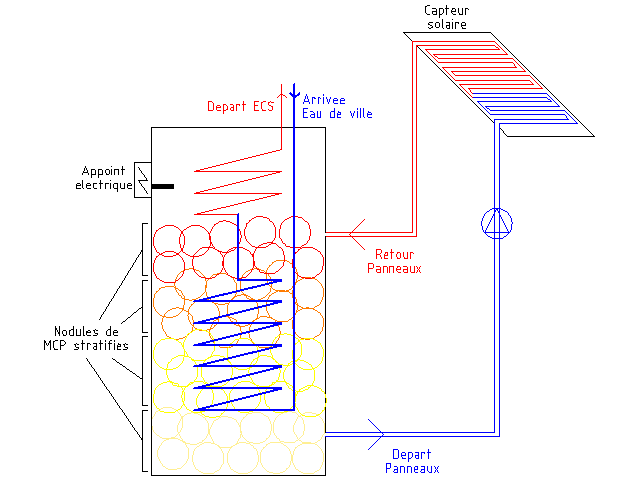
Instalacja solarna z magazynowaniem ciepła wykorzystująca materiał PCM

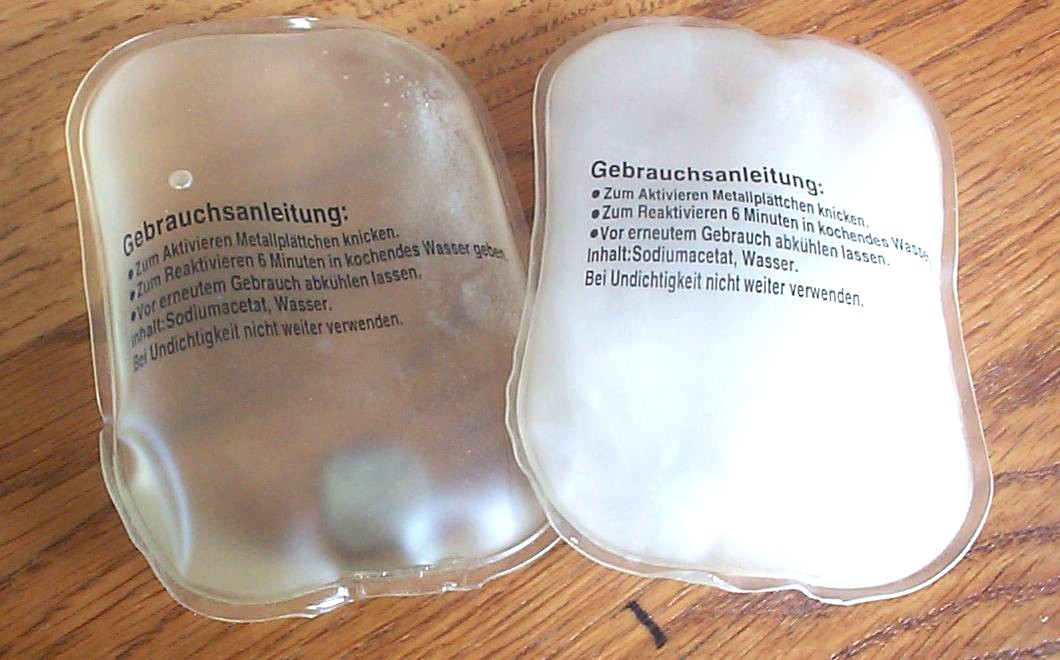
Ogrzewacz dłoni działający na zasadzie zmiany fazy (wykorzystujący octan sodu)

## Klasyfikacja i właściwości
Można wyróżnić szereg klasyfikacji materiałów zmiennofazowych, ze względu na:
- rodzaj przemiany fazowej
  - ciecz – ciało stałe,
  - ciało stałe – ciecz (występują w formie kapsułek),
  - ciecz - gaz,
  - gaz - ciecz,
  - ciało stałe - ciało stałe (solid-solid),
- rodzaj związku
  - organiczne
    - parafiny (alkany),
    - kwasy tłuszczowe,
    - ciecze jonowe,

  - nieorganiczne
    - uwodnione sole,

### Właściwości nieorganicznych PCM
- wysokie ciepło utajone,
- niestabilne termicznie,
- istnieje możliwość rozdziału faz (z czego wynika nieefektywne działanie związku),
- wyższa pojemność cieplna od organicznych PCM,
- często ulegają przechłodzeniu,
- często wywołują korozję,
- znajdują głównie zastosowanie w urządzeniach do magazynowania energii słonecznej,

### Właściwości organicznych PCM
- efekt przemiany fazowej nie powoduje korozji metali,
- niska przewodność cieplna (0,15-0,30 W/mK),
- duża rozszerzalność objętościowa podczas przemian fazowych,
- łatwopalne,

## Zastosowania

### Budownictwo
Stosowane do poprawy efektywności energetycznej budynków. Służą np. do wspomagania ogrzewania podłogowego, ściennego. Mogą występować w formie płyt gipsowo- kartonowych, torebek wypełnionych PCM. Istnieje również możliwość bezpośredniego mieszania materiału zmiennofazowego z gipsem lub cementem. Charakteryzują się niską przewodnością cieplną, a po zmieszaniu z cementem lub gipsem obniża się znacząco wartość przewodności, co wskazuje na niską efektywność takich materiałów.

### Transport
W formie specjalnych wkładów i pojemników służą do transportu surowych lub przetworzonych artykułów spożywczych, leków termowrażliwych, żywych kultur bakterii, narządów ludzkich, krwi, zimnych napojów, elementów elektronicznych (np. transformatorów zapłonowych), substancji chemicznych, które wymagają określonej temperatury. Ułatwiają samoregulację temperatury, mają możliwość osiągnięcia wysokich, lub niskich temperatur, dzięki czemu można je wykorzystać np. w podgrzewaczu pizzy, specjalny talerz umożliwiający utrzymanie temperatury (ok. 65 °C) posiłków.
Stosowane są też w samochodach w celu zakumulowania ciepła, które jest wydzielane w trakcie pracy silnika, a następnie wykorzystania go podczas kolejnego uruchamiania silnika.

### Elektronika
W pomieszczeniach z urządzeniami elektronicznymi stanowią dodatkowe zabezpieczenie przed ich przegrzaniem.

### Przemysł chemiczny
Używane jako zabezpieczenie w trakcie przebiegu szybkich, niekontrolowanych reakcji egzotermicznych

### Przemysł rolno – spożywczy
Są wykorzystywane w celu zapewnienia stałej temperatury np. przy produkcji wyrobów mlecznych, wina, hodowli roślin szklarniowych. Dzięki ich zastosowaniu uniknąć można kosztownych urządzeń np. klimatyzatorów.

### Tekstylia
Pierwsze zastosowanie PCM w wyrobach włókienniczych zostało opracowane dla NASA, były to rękawice dla astronautów chroniące przez dużymi wahaniami temperatur w kosmosie; technologia ta jest obecnie dostępna pod nazwą Outlast.